# فيليب سنودن، فيكونت سنودن الأول
فيليب سنودن، فيكونت سنودن الأول وعضو المجلس الخاص للمملكة المتحدة (18 يوليو عام 1864 - 15 مايو عام 1937)، هو سياسي بريطاني. حظي بشعبية كبيرة في أوساط اتحادات النقابات العمالية بسبب نقده للرأسمالية كنهجٍ غير أخلاقي، والوعد الذي قطعه بتأسيس يوتوبيا اشتراكية، وذلك على خلفية تمكنه في فن الخطابة. كان أول مستشار للخزانة ينتمي إلى حزب العمال، وهو منصب شغله في عام 1924. كذلك شغل هذا المنصب مرة أخرى خلال الفترة الممتدة من عام 1929 حتى عام 1931. خالف سياسة حزب العمال، وتعرض للطرد من الحزب والانتقاد الحاد كمنشق عنه في عام 1931، وجاء ذلك على إثر الهزيمة الساحقة التي مني بها الحزب في ذاك العام على يد ائتلاف الحكومة الوطنية الذي كان سنودن من داعميه. خلفه نيفيل تشامبرلين في منصب مستشار الخزانة.

## النشأة: 1864–1906
ولد سنودن في بلدة كاولينغ الواقعة في الشطر الغربي من مقاطعة يوركشاير. اشتغل والده المدعو جون سنودن كنساج، وهو أحد مؤيدي الحركة الميثاقية، وأضحى بعد ذلك ليبراليًا غلادستونيًا. كتب سنودن في سيرته الذاتية في ما بعد: «لقد نشأت في هذا الجو الراديكالي، وتشربت خلال تلك الفترة المبادئ السياسية والاجتماعية التي أصبحتُ منذ ذاك الحين اتبعها في الأساس». لم ينضم سنودن إلى والديه وشقيقاته في عملهم كنساجين في مصنع إيكورنشو. وظل يعمل كمدرس معيد في إحدى المدارس المحلية عقب التحاقه بها (وهناك تلقى دروسًا إضافية في اللغتين الفرنسية واللاتينية من مدير المدرسة). أصبح بعدها يعمل كموظف في أحد مكاتب التأمين الواقعة في بلدة بيرنلي حين بلغ الخامسة عشرة من العمر. استطاع خلال فترة السبع سنوات التي عمل فيها ككاتب أن يجتاز الامتحان التأهيلي من أجل دخول سلك الخدمة المدنية، وعين بعدها في أحد المناصب الدنيا في مكتب ضرائب الإنتاج في مدينة ليفربول في عام 1886. انتقل سنودن إلى مواقع أخرى في إسكتلندا، ومن ثم إلى مقاطعة ديفون.
عانى سنودن من إصابة حرجة في ظهره جراء حادث تعرض له خلال ركوبه الدراجة في مقاطعة ديفون حين كان في الـ27 من العمر خلال شهر أغسطس من عام 1891، وهو ما أدى إلى إصابته بشلل من الخصر إلى الأسفل. تعلم المشي مرة أخرى بمساعدة العكاز في ظرف سنتين. احتفظ سنودن بوظيفته في الإيرادات الداخلية لمدة عامين بعد الحادث؛ غير أنه قرر الاستقالة من سلك الخدمة المدنية نظرًا لوضعه الصحي. بدأ سنودن بدراسة النظرية الاشتراكية والتاريخ خلال فترة النقاهة التي قضاها في منزل والدته في بلدة كاولينغ.
التحق سنودن بالحزب الليبرالي، وسار على خطا والديه في أن يصبح من الممتنعين عن احتساء الكحول. طلِب منه أن يلقي خطابًا على مسامع أعضاء نادي كاولينغ الليبرالي حول أخطار الاشتراكية عقب تأسيس حزب العمال المستقل في مدينة برادفورد المجاورة في عام 1893. ترسخت قناعة سنودن حيال الأيديولوجيا الاشتراكية بالفعل أثناء تعمقه في هذا الموضوع. التحق في نهاية المطاف باللجنة التنفيذية التابعة لحزب العمال المستقل في بلدة كيثلي في عام 1899، وتولى بعدها رئاسة الحزب خلال الفترة الممتدة من عام 1903 حتى عام 1906. أصبح من الناطقين البارزين باسم الحزب، وعمل على تأليف أحد الكتيبات الاشتراكية الشعبية بالتعاون مع كير هاردي تحت عنوان «المسيح الذي سيأتي» في عام 1903. شكل إلقاؤه حاد النبرة والمدعوم بالإحصائيات والمواضيع الإنجيلية تناقدًا ما بين الظروف النكراء التي أفضت إليها الرأسمالية واليوتوبيا الأخلاقية والاقتصادية التي نادت بها الاشتراكية مستقبلًا. كذلك أدان مدراء شركات النسيج المحلية ووصفهم بـ«الجشعين والطفيليات».